# Nukleoproteiny
Nukleoproteiny, nukleoproteidy – białka złożone zbudowane z komponentów białkowych (zwykle są nimi zasadowe protaminy i histony) oraz komponentów nukleinowych stanowiących grupy prostetyczne. Składniki nukleoprotein związane są za pomocą wiązań kowalencyjnych lub oddziaływań elektrostatycznych (jonowych). Obecne w jądrach komórkowych, stanowią materiał genetyczny komórki.
Przykładem nukleoproteiny jest rybosom.